# Poicephalus robustus
Poicephalus robustus е вид птица от семейство Папагалови (Psittacidae). Видът е незастрашен от изчезване.

## Разпространение
Разпространен е в Ангола, Ботсвана, Бурунди, Камерун, Демократична република Конго, Кот д'Ивоар, Гамбия, Гана, Гвинея, Гвинея-Бисау, Либерия, Малави, Мозамбик, Намибия, Нигерия, Руанда, Южна Африка, Свазиленд, Танзания, Того, Уганда, Замбия и Зимбабве.